# Basketball Africa League
Die Basketball Africa League (BAL) ist ein grenzübergreifender Basketballwettbewerb für afrikanische Vereinsmannschaften.

## Geschichte
Die Liga entstand durch eine Zusammenarbeit zwischen dem Basketball-Weltverband FIBA und der nordamerikanische Liga NBA. Präsident der BAL wurde Amadou Gallo Fall aus dem Senegal, der zuvor für die NBA tätig gewesen war.

## 2021
In der BAL-Einstandssaison 2021 nahmen zwölf Mannschaften an dem Wettbewerb teil: GS Pétroliers (Algerien), Atlético Petróleos de Luanda (Angola), FAP (Kamerun), Zamalek (Ägypten), G.N.B.C (Madagaskar), AS Police (Mali), AS Salé (Marokko), Ferroviério de Maputo (Mosambik), Rivers Hoopers (Nigeria), Patriots BBC (Ruanda), AS Douanes (Senegal) und US Monastir (Tunesien). Die Saison 2021 wurde aufgrund der Covid-19-Pandemie innerhalb von zwei Wochen in Kigali in Turnierform ausgetragen. Die Mannschaften mussten sich während dieser Zeit von der Außenwelt abschotten. Im Endspiel Ende Mai 2021 wurde Zamalek durch einen 76:63-Sieg über Monastir erster Meister der BAL-Geschichte. Als bester Spieler der BAL-Saison 2021 wurde der Puerto-Ricaner Walter Hodge (Zamalek) ausgezeichnet.
| Verein                   | Stadt                 | Land       |
| ------------------------ | --------------------- | ---------- |
| Zamalek Kairo            | Kairo                 | Ägypten    |
| GS Pétroliers (MC Alger) | Algier                | Algerien   |
| Petro de Luanda          | Luanda                | Angola     |
| FAP                      | Yaoundé               | Kamerun    |
| G.N.B.C                  |                       | Madagaskar |
| AS Police                | Bamako                | Mali       |
| AS Salé                  | Salé                  | Marokko    |
| Ferroviário de Maputo    | Maputo                | Mosambik   |
| Rivers Hoopers           | Port Harcourt, Rivers | Nigeria    |
| Patriots BBC             | Kigali                | Ruanda     |
| AS Douanes               | Dakar                 | Senegal    |
| US Monastir              | Monastir              | Tunesien   |

## 2022
Für die Saison 2022 (Beginn: 5. März 2022; Ende: 28. Mai 2022) waren die Landesmeister aus Ägypten, Angola, Marokko, Ruanda, Senegal und Tunesien automatisch qualifiziert, die übrigen Teilnehmer wurden in Ausscheidungsrunden ermittelt. Die zwölf qualifizierten Mannschaften (darunter fünf Teilnehmer der Saison 2021) wurden in zwei Sechsergruppen eingeteilt. Beide Gruppen wurden zwei Spielorten (Dakar und Kairo) zugeteilt, um dort in Turnierform die vier Teilnehmer der Endrunde in Kigali (21. bis 28. Mai 2022) zu ermitteln. US Monastir aus Tunesien gewann 2022 den Meistertitel, im Endspiel wurde Petro de Luanda aus Angola mit 83:72 bezwungen. Im Spiel um den dritten Platz setzte sich Zamalek aus Ägypten mit 97:74 gegen FAP aus Kamerun durch. Monastirs Michael André Dixon wurde als bester Spieler der BAL-Saison 2022 ausgezeichnet, zum besten Trainer der Saison wurde José Neto (Petro de Luanda) gewählt.
| Verein                    | Stadt    | Land           |
| ------------------------- | -------- | -------------- |
| Al Ahly                   | Kairo    | Ägypten        |
| Petro de Luanda           | Luanda   | Angola         |
| ABC                       | Abidjan  | Elfenbeinküste |
| SLAC                      | Conakry  | Guinea         |
| Stade Malien              | Bamako   | Mali           |
| Club Ferroviário da Beira | Beira    | Mosambik       |
| Kwara Falcons             | Kwara    | Nigeria        |
| REG                       | Kigali   | Ruanda         |
| AS Douanes                | Dakar    | Senegal        |
| Cape Town Tigers          | Kapstadt | Südafrika      |
| US Monastir               | Monastir | Tunesien       |
| City Oilers               | Kampala  | Uganda         |

## 2023
Der ägyptische Verein Al Ahly gewann den Meistertitel, im in Kigali ausgetragenen Endspiel wurde AS Douanes aus Senegal mit 80:65 bezwungen. Als bester Spieler der Saison wurde Anunwa „Nuni“ Omot (Al Ahly) ausgezeichnet. Trainer des Jahres wurde Mamadou Gueye von AS Douanes.
| Verein                    | Stadt    | Land           |
| ------------------------- | -------- | -------------- |
| Al Ahly                   | Kairo    | Ägypten        |
| Petro de Luanda           | Luanda   | Angola         |
| ABC                       | Abidjan  | Elfenbeinküste |
| SLAC                      | Conakry  | Guinea         |
| Stade Malien              | Bamako   | Mali           |
| Club Ferroviário da Beira | Beira    | Mosambik       |
| Kwara Falcons             | Kwara    | Nigeria        |
| REG                       | Kigali   | Ruanda         |
| AS Douanes                | Dakar    | Senegal        |
| Cape Town Tigers          | Kapstadt | Südafrika      |
| US Monastir               | Monastir | Tunesien       |
| City Oilers               | Kampala  | Uganda         |

## 2024
Fünf Mannschaften nahmen erstmals an dem Wettbewerb teil. Ausgetragen wurden die Spiele in Pretoria, Kairo, Dakar und Kigali. Die angolanische Mannschaft Petro de Luanda sicherte sich bei der Endrunde in Kigali den Meistertitel, bezwang im Endspiel Al Ahly aus Libyen mit 107:94. Al Ahlys Jo-Lual Acuil wurde als bester Spieler der Saison ausgezeichnet. Er erhielt ebenfalls den Preis als bester Verteidiger der Liga. Ogoh Odaudu von den Rivers Hoopers wurde zum besten Trainer des BAL-Spieljahres 2023/24 ernannt.
| Verein                      | Stadt         | Land                         |
| --------------------------- | ------------- | ---------------------------- |
| Al Ahly                     | Kairo         | Ägypten                      |
| Al Ahly Ly                  | Bengasi       | Libyen                       |
| Petro de Luanda             | Luanda        | Angola                       |
| Armée Patriotique Rwandaise | Kigali        | Ruanda                       |
| Dynamo Basketball Club      | Bujumbura     | Burundi                      |
| Bangui Sporting Club        | Bangui        | Zentralafrikanische Republik |
| FUS Rabat                   | Rabat         | Marokko                      |
| Rivers Hoopers              | Port Harcourt | Nigeria                      |
| AS Douanes                  | Dakar         | Senegal                      |
| Cape Town Tigers            | Kapstadt      | Südafrika                    |
| US Monastir                 | Monastir      | Tunesien                     |
| City Oilers                 | Kampala       | Uganda                       |

## BAL-Meister
- 2021:  Zamalek
- 2022:  US Monastir
- 2023:  Al Ahly
- 2024:  Petro de Luanda

## Internetauftritt
- Internetseite der BAL (englisch)